# Lepidothamnus fonkii
Lepidothamnus fonkii, el ciprés enano es una especie de conífera perteneciente a la familia Podocarpaceae. Es originaria de  Argentina y Chile. Se encuentra tratada en peligro de extinción por la pérdida de hábitat.

## Descripción
Es una especie de conífera de pequeño tamaño, perennifolia, dioica que alcanza hasta 10-50cm de altura, erecta o rastrera. Las hojas son escuamiformes, imbricadas de 1,5-3 mm, fuertemente aquilladas, escamas decurrentes,  margen membranoso y estomas notorios distribuidos irregularmente. Conos masculinos solitarios, 5-6 x 1,5-2 mm, sésiles, con brácteas basales, ; con aproximadamente 15 estambres triangulares, imbricados, con 2 sacos polínicos. Conos femeninos solitarios y terminales de 1cm de largo, formados por 3-5 brácteas de base elongada, de las cuales 1 o 2 son fértiles . Las semillas de color café-oscuras o negras de 3-3,5 mm de largo, rodeadas por una vaina membranosa basal.

## Distribución y hábitat
El ciprés enano es    endémico de Chile y Argentina, en Chile se distribuye en forma discontinua desde la XIV a la XII región, entre los 500-900 metros. Comúnmente habita en turberas de sphagnum.

## Taxonomía
Lepidothamnus fonkii fue descrita por Rodolfo Amando Philippi y publicado en Linnaea 30: 370. 1860.
Sinonimia
- Dacrydium fonckii (Phil.) Ball
- Dacrydium fonckii (Phil.) Benth. & Hook. f.[3]